# Nebulozitate

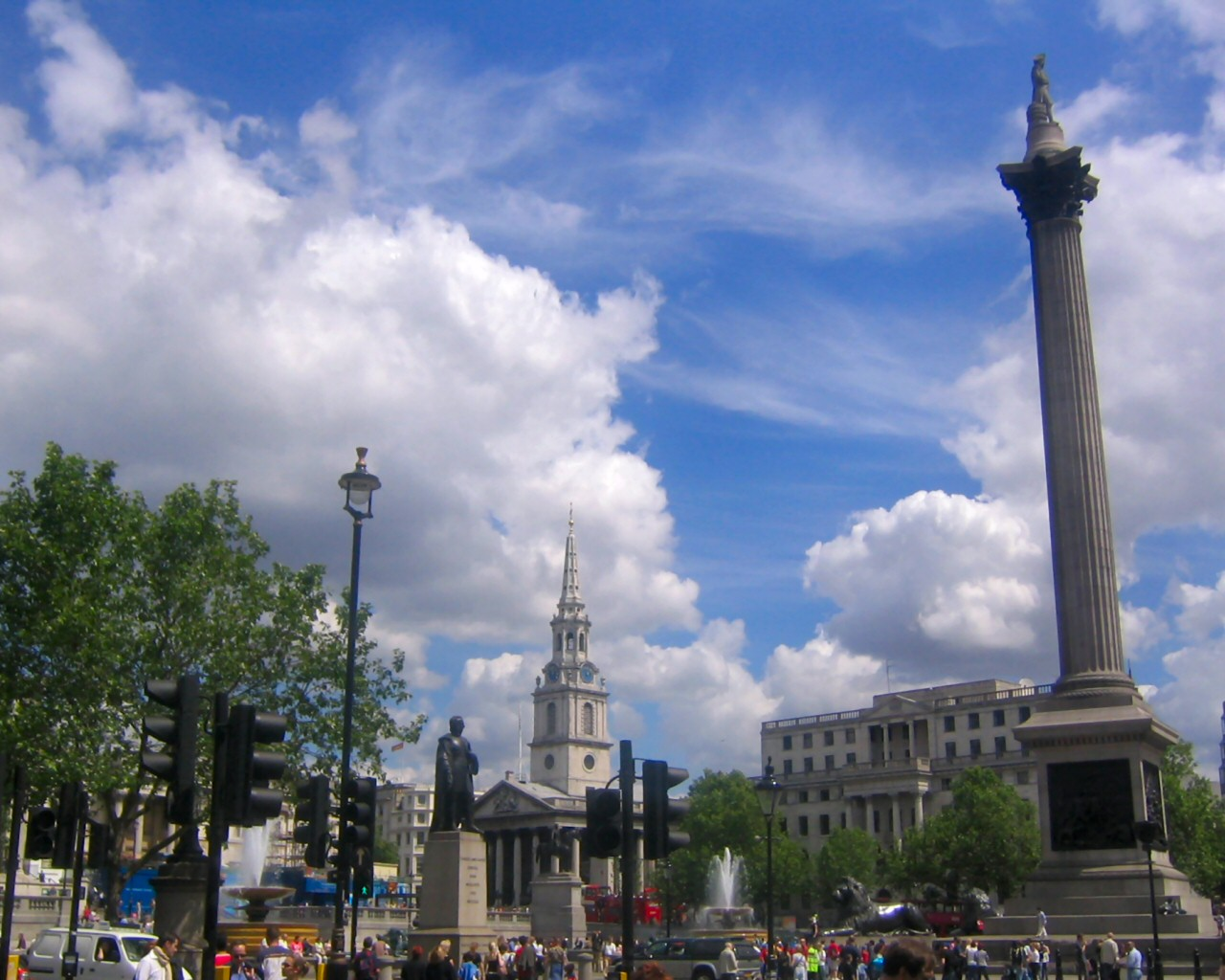
Cerul Londrei acoperit parțial de nori

Nebulozitatea (înnorarea) reprezintă în meteorologie gradul de acoperire cu nori al cerului la un moment dat. Nebulozitatea se exprimă în optimi din bolta cerească după codul sinoptic și în zecimi după codul climatologic. În observațiile asupra norilor se disting: nebulozitatea parțială sau nebulozitatea norilor inferiori și nebulozitatea totală în care se cuprind toate formele de nori.
Observațiile asupra nebulozității se execută întotdeauna dintr-un loc deschis din care se poate observa întreaga boltă cerească.
Observațiile asupra nebulozității se fac vizual sau instrumental și constau din:
- aprecierea nebulozității generale (acoperirea cu totalitatea genurilor de nori);
- aprecierea nebulozității norilor inferiori (acoperirea cu nori inferiori);
- aprecierea plafonului minim al norilor inferiori sau determinarea instrumentală a înălțimii bazei inferioare a norilor.

Diferitele forme ale norilor constituie indici importanți pentru stabilirea stării generale a vremii la un moment dat și pentru prevederea unor fenomene viitoare cum ar fi: schimbarea fronturilor atmosferice, intensificarea vântului, precipitațiile, descărcările electrice etc.